# Les Fanfarons
Les Fanfarons est un festival de fanfares festives, qui se déroule chaque année, à Thoissey dans l'Ain.

## Historique
Lors de la première édition du festival en 2004, cinq fanfares sont représentées, puis six en 2005 et 2006. En 2008, à l'occasion du festival est organisé un concours national de fanfares festives. Vingt fanfares venues de toute la France ont rallié Thoissey et le Val de Saône soit au total, 400 musiciens et 8 000 spectateurs,.
En 2010 pour sa septième édition le festival devient européen et accueille à cette occasion une délégation officielle italienne. En 2012 pour la neuvième édition, 800 musiciens étaient présents. Les Fanfarons avaient alors attirés 8 000 festivaliers.